# Callimah

Callimah sau Calimah (în greaca veche: Καλλίμαχος, Kallimachos, în latină: Callimachus; cca 305 î.Hr. - 240 î.Hr.) a fost un poet și erudit elenist, originar din colonia greacă Cyrene din actuala Libie.
Sub patronajul faraonilor ptolemeici ai Egiptului Antic a trăit în acestă țară, fiind director al Bibliotecii din Alexandria.
A fost un maestru al elegiei epice și moralizatoare, multă vreme model pentru literatura latină.
Scrierile sale se caracterizează prin erudiție și spontaneitatea inspirației.
Printre acestea ne-au rămas poemul Cosița Berenicei ("Plokamos Berenikes"), fragmente din epopeea Hécalé, câteva epigrame și imnuri religioase.